# 북구미 나들목
북구미 나들목(N.Gumi IC)은 경상북도 구미시 부곡동에 설치된 경부고속도로의 21-1번 나들목이다. 하이패스 전용 나들목이기 때문에 북구미하이패스 나들목이라고도 불린다.

## 연혁
- 2019년 2월 15일 : 2021년까지 북구미 하이패스 나들목 신설을 위해 경상북도 구미시 선기동, 부곡동 171m 구간 도로구역 변경[1]
- 2021년 12월 1일: 하이패스 나들목 개통[2]

## 구조물 정보
- 위치 : 경상북도 구미시 부곡동

## 접속하는 도로
- 송선로